# Jimmy Smits
Jimmy Smits (New York, 9 luglio 1955) è un attore statunitense.
Ha interpretato il senatore Bail Organa, padre adottivo della principessa Leila Organa, nei prequel della saga fantascientifica Guerre stellari di George Lucas, Bobby Simone nella serie televisiva NYPD - New York Police Department, Miguel Prado nella serie televisiva Dexter, e Nero Padilla in Sons of Anarchy.

## Biografia
Nasce a Brooklyn, un borough di New York, il 9 luglio del 1955, figlio di Cornelius Smits, un serigrafo surinamese di origini olandesi, e di Emilina Smits, un'infermiera portoricana. Ha due sorelle, Yvonne e Diana.
Tra il 1981 e il 1987 è stato sposato con Barbara Smits dalla quale ha avuto due figli, Tania e Joaquin; Dal 1986 è compagno dell'attrice Wanda de Jesus.

## Filmografia parziale

### Cinema
- Pee-wee's Big Adventure, regia di Tim Burton (1985)
- Una perfetta coppia di svitati (Running Scared), regia di Peter Hyams (1986)
- Hotshot, regia di Rick King (1987)
- The Believers - I credenti del male (The Believers), regia di John Schlesinger (1987)
- Old Gringo - Il vecchio gringo (Old Gringo), regia di Luis Puenzo (1989)
- Vital signs: un anno, una vita (Vital Signs), regia di Marisa Silver (1990)
- Nei panni di una bionda (Switch), regia di Blake Edwards (1991)
- Cattiva condotta - Gross indecency (Gross Misconduct), regia di George Trumbull Miller (1993)
- Mi familia (My Family), regia di Gregory Nava (1995)
- Conseguenze pericolose (The Last Word), regia di Tony Spiridakis (1995)
- L'omicidio nella mente (Murder in Mind), regia di Andrew Morahan (1997)
- The Million Dollar Hotel, regia di Wim Wenders (2000)
- Price of Glory, regia di Carlos Ávila (2000)
- La mossa del diavolo (Bless the Child), regia di Chuck Russell (2000)
- Star Wars - Episodio II - L'attacco dei cloni (Star Wars: Episode II - Attack of the Clones), regia di George Lucas (2002)
- Star Wars - Episodio III - La vendetta dei Sith (Star Wars: Episode III - Revenge of the Sith), regia di George Lucas (2005)
- Il club di Jane Austen (The Jane Austen Book Club), regia di Robin Swicord (2007)
- Mother and Child, regia di Rodrigo García (2009)
- Rogue One: A Star Wars Story (Rogue One), regia di Gareth Edwards (2016)
- The Tax Collector - Sangue chiama sangue (The Tax Collector), regia di David Ayer (2020)
- Sognando a New York - In the Heights (In the Heights), regia di Jon M. Chu (2020)

### Televisione
- Miami Vice – serie TV, episodio 1x01 (1984)
- Rockabye, regia di Richard Michaels – film TV (1986)
- L.A. Law - Avvocati a Los Angeles (L.A. Law) – serie TV, 105 episodi (1986-1991)
- Spenser (Spenser: For Hire) – serie TV, episodio 1x17 (1986)
- Un padre per Adam (The Broken Cord), regia di Ken Olin – film TV (1992)
- The Tommyknockers - Le creature del buio (The Tommyknockers), regia di John Power – film TV (1993)
- The Cisco Kid, regia di Luis Valdez – film TV (1994)
- NYPD - New York Police Department (NYPD Blue) – serie TV, 91 episodi (1994-2004)
- Solomon & Sheba, regia di Robert M. Young – film TV (1995)
- Marshal Law, regia di Stephen Cornwell – film TV (1996)
- West Wing - Tutti gli uomini del Presidente (The West Wing) – serie TV, 35 episodi (2004-2006)
- Lackawanna Blues, regia di George C. Wolfe – film TV (2005)
- I signori del rum (Cane) – serie TV, 13 episodi (2007)
- Dexter – serie TV, 12 episodi (2008)
- Outlaw – serie TV, 8 episodi (2010)
- Sons of Anarchy – serie TV, 38 episodi (2012-2014)
- Brooklyn Nine-Nine – serie TV, episodi 4x07-5x07 (2016-2017)
- The Get Down – serie TV, 12 episodi (2016-2017)
- 24: Legacy – serie TV, 12 episodi (2016-2017)
- Le regole del delitto perfetto (How to Get Away with Murder) – serie TV, 13 episodi (2017-2018)
- Bluff City Law – serie TV, 10 episodi (2019)
- Obi-Wan Kenobi – miniserie TV, puntate 01-05-06 (2022)
- East New York – serie TV, 21 episodi (2022-2023)
- Dexter: Resurrection – serie TV, episodio 1x01 (2025)

## Teatro (parziale)
- Amleto di William Shakespeare, regia di Joseph Papp. Public Theater dell'Off-Broadway (1982)
- La dodicesima notte di William Shakespeare, regia di Brian Kulick. Delacorte Theater dell'Off-Broadway (2002)
- Anna in the Tropics di Nilo Cruz, regia di Emily Mann. Bernard B. Jacobs Theatre di Broadway (2003)
- Molto rumore per nulla di William Shakespeare, regia di David Esbjornson. Delacorte Theater dell'Off-Broadway (2004)
- Le Dieu du Carnage di Yasmina Reza, regia di Matthew Warchus. Bernard B. Jacobs Theatre di Broadway (2009)

## Doppiatori italiani
Nelle versioni in italiano delle opere in cui ha recitato, Jimmy Smits è stato doppiato da:
- Fabrizio Pucci in Vital Signs - Un anno, una vita, NYPD - New York Police Department, I signori del rum, Dexter, Mother and Child, Sons of Anarchy, The Get Down, 24: Legacy, Brooklyn Nine Nine (ep. 4x07), Le regole del delitto perfetto, Bluff City Law, In the Heights - Sognando a New York, Dexter: Resurrection
- Saverio Indrio in Star Wars - Episodio II - L'attacco dei cloni, Star Wars - Episodio III - La vendetta dei Sith, Rogue One: A Star Wars Story, Obi-Wan Kenobi, East New York
- Fabrizio Temperini in Glitz, The Tommyknockers
- Luca Ward in La notte degli sciacalli, The Million Dollar Hotel
- Gianni Bersanetti in Miami Vice
- Alessandro Rossi in Una perfetta coppia di svitati
- Michele Gammino in Old Gringo - Il vecchio gringo
- Roberto Pedicini in Nei panni di una bionda
- Piero Leri in Avvocati a Los Angeles (1ª voce)
- Mauro Bosco in Avvocati a Los Angeles (2ª voce)
- Francesco Pannofino ne La mossa del diavolo
- Davide Marzi in West Wing - Tutti gli uomini del Presidente
- Massimo Lodolo ne Il club di Jane Austen
- Stefano Alessandroni in Brooklyn Nine-Nine (ep. 5x07)

Da doppiatore è sostituito da:
- Oliviero Corbetta in Gears of War 4